# Walter Bilek
Walter August Bilek (* 13. November 1911 in Breslau; verschollen, zum 31. Juli 1949 für tot erklärt) war ein deutscher Fußballspieler.

## Vereinskarriere
Walter Bilek spielte zu Beginn seiner Karriere beim Berliner Verein Weißenseer FC. Nachdem Weißensee 1931 aus der VBB-Oberliga absteigen musste, wechselte Bilek zu Hertha BSC, wo er noch in derselben Saison mit einem Einsatz dazu beitragen konnte, dass Hertha die Meisterschaft des VBB gewinnen konnte und sich so für die Endrunde um die deutsche Fußballmeisterschaft qualifizierte. Dort konnte Hertha nach Siegen über VfB 03 Bielefeld, SpVgg Fürth, den Hamburger SV und 1860 München den Titel erfolgreich verteidigen. Bilek kam dabei jedoch nicht zum Einsatz.
Ab der folgenden Saison bildete Bilek dann zusammen mit Rudolf Wilhelm die Abwehrformation der Herthaner, die erst durch den Zweiten Weltkrieg bedingt auseinanderbrach. Bis dahin nahm Hertha viermal an der Endrunde um die deutsche Meisterschaft teil, wobei Walter Bilek 1935 und 1937 dort elf Partien bestritt. Allerdings scheiterten die Hauptstädter jeweils bereits in der Gruppenphase.
Das letzte Spiel für Hertha bestritt Walter Bilek am ersten Spieltag der Saison 1942/43, wobei ihm ein Eigentor bei der 2:4-Niederlage bei Tasmania unterlief.

## Auswahlkarriere
Durch gute Leistungen bei Weißensee empfahl sich Bilek des Öfteren für die Auswahlmannschaft des VBB. So gehörte er auch 1930 zur Mannschaft, die im Kampfspielpokal die Vertretung Südostdeutschlands in Breslau mit 2:1 besiegte.

## Erfolge
- Deutscher Meister: 1931
- Kampfspielpokalsieger: 1930
- Berlin-Brandenburgischer Meister: 1931, 1933
- Gaumeister Berlin-Brandenburg: 1935, 1937, 1944